# Pleurothallis rusbyi
Pleurothallis rusbyi är en orkidéart som beskrevs av Robert Allen Rolfe. Pleurothallis rusbyi ingår i släktet Pleurothallis och familjen orkidéer.
Artens utbredningsområde är Bolivia. Inga underarter finns listade i Catalogue of Life.